# Sybilla Righton Masters
Pour les articles homonymes, voir Master.
Sybilla Masters, née Sybilla Righton  vers 1676 et morte le 23 août 1720, est une inventrice américaine. Masters fut la première personne résidant dans les colonies américaines à obtenir un brevet anglais et possiblement la première femme inventrice connue en Amérique. Masters a reçu un brevet pour un moulin à maïs en 1715 au nom de son mari, étant donné que les femmes n'étaient pas autorisées à avoir leurs propres brevets à cette époque à cet endroit. Elle a également breveté un procédé de fabrication de chapeaux.
Bien que le début de sa vie soit peu connu, on pense qu'elle est née aux Bermudes car son père a émigré depuis ce lieu en 1687.

## Jeunesse
La date de naissance exacte de Sybilla Righton est inconnue, mais on pense qu'elle est née vers 1676 aux Bermudes et, en 1687, elle et ses six sœurs ont émigré à Burlington Township, au Jersey occidental (partie de l'actuel New Jersey), le long du fleuve Delaware, avec ses parents quakers, Sarah et William Righton. Sybilla Righton apparaît d'abord dans les dossiers coloniaux en 1692, quand elle témoigne dans les tribunaux du New Jersey pour son père. À une date indéterminée entre 1693 et 1696, Sybilla épouse Thomas Masters, quaker, marchand et propriétaire foncier prospère. Ils auront quatre enfants : Marie, Sarah, Thomas et William.

## Voyage à Londres
Le 24 juin 1712, Masters quitte sa famille et se dirige vers Londres pour recevoir des brevets pour ses idées d'invention, car seules certaines colonies américaines délivraient des brevets et la Pennsylvanie n'en faisait pas partie. Le 25 novembre 1715, Masters obtient un brevet du roi de Grande-Bretagne George Ier au nom de son mari, car elle ne pouvait pas utiliser son propre nom, pour le processus de « nettoyage et [de] traitement de la culture du maïs indien dans les diverses colonies de l'Amérique » (Cleaning and Curing The Indian Corn Growing in the several Colonies of America).
Sans son mari, Masters n'aurait pas été reconnue pour le brevet car il était sous le nom de celui-ci, mais en raison de ses relations politiques, il a déclaré dans le brevet que c'était l'idée de sa femme et, lorsque les brevets ont été délivrés, le roi George Ier déclara publiquement que c'était l'idée de Sybilla. Masters reçut son deuxième brevet sous le nom de son mari pour une méthode de tissage de la paille et des feuilles de palmetto en chapeaux et bonnets. Elle ouvrit un magasin à Londres qui utilisa ce procédé et vendit de nombreux chapeaux et bonnets populaires. Masters rentra le 25 mai 1716.

## Détails sur son invention
Le premier brevet de Masters, pour une nouvelle méthode de création de farine de maïs, utilisait un procédé de bocardage (concassage) au lieu de broyage. Il se composait d'un long cylindre en bois avec des saillies de chaque côté qui faisaient tomber une série de lourds pilons sur des mortiers remplis de grains de maïs. Cette invention était actionnée par un cheval ou par un moulin à eau et elle produisait du riz Tuscarora qui était vendu comme traitement curatif pour la tuberculose et était également un produit de nourriture comme le grits d'hominy.
L'autre brevet de Masters concernait le processus de fabrication de chapeaux et de bonnets à partir de paille et de feuilles de palmetto. Ce procédé a également été utilisé pour créer de nombreux produits tissés tels que des paniers, des nattes et des couvertures pour les meubles.